# Chester L. Mize

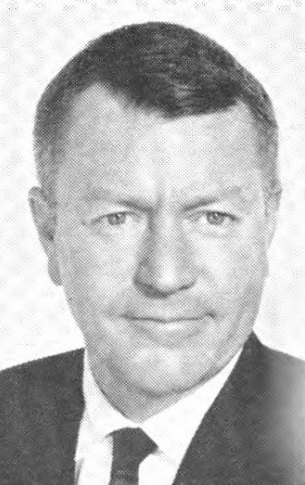
Chester L. Mize (1969)

Chester Louis Mize (* 25. Dezember 1917 in Atchison, Kansas; † 11. Januar 1994 in La Jolla, Kalifornien) war ein US-amerikanischer Politiker. Zwischen 1965 und 1971 vertrat er den zweiten Wahlbezirk des Bundesstaates Kansas im US-Repräsentantenhaus.

## Leben
Chester Mize besuchte die öffentlichen Schulen seiner Heimat und studierte anschließend zwischen 1935 und 1939 an der University of Kansas Wirtschaftslehre. Im Jahr 1940 wurde er Mitglied der Reserve der US Navy. Während des Zweiten Weltkrieges nahm er von 1941 bis 1945 als Marinesoldat aktiv am Kriegsgeschehen teil. Dabei war er im Südpazifik eingesetzt. In den folgenden Jahren war er bei privaten Firmen angestellt. Zwischen 1945 und 1951 leitete er die Haushaltsabteilung einer Eisenwarenfirma und von 1951 bis 1958 war er Vizepräsident der Locomotive Finished Materials Co. Die gleiche Position hatte er zwischen 1958 und 1964 bei der Firma Valley Co, Inc. inne. Außerdem besaß und betrieb er eine eigene Ranch in New Mexico sowie eine Farm im Atchison County in Kansas.
Mize war Mitglied der Republikanischen Partei. Er gehörte dem Schulrat in Atchinson an und war Vorsitzender des Kuratoriums des dortigen Mount St. Scholastica College. Außerdem war er unter anderem Mitglied im Sportausschuss der University of Kansas. 1964 wurde er im zweiten Distrikt von Kansas in das US-Repräsentantenhaus in Washington, D.C. gewählt, wo er am 3. Januar 1965 die Nachfolge von William H. Avery antrat. Nach zwei Wiederwahlen konnte er bis zum 3. Januar 1971 insgesamt drei Legislaturperioden im Kongress absolvieren. Bei den Wahlen des Jahres 1970 unterlag er dem Demokraten William R. Roy.
Im Jahr 1971 war Chester Mize Vorsitzender der Bundeszollkommission. Danach zog er nach La Jolla in Kalifornien, wo er seinen Lebensabend verbrachte. Dort ist er im Jahr 1994 auch verstorben.